# The Hours (bande originale)
The Hours est la bande originale du film homonyme de Stephen Daldry, composée par Philip Glass.
L'album a remporté le Prix Anthony Asquith de la Meilleure Musique des BAFTA Awards. Il a également été nommé aux Oscars, Golden Globe et Grammy Awards.
Devant le grand succès de la musique du film, celle-ci sera arrangée, l'année suivante, pour piano solo par Michael Riesman et Nico Muhly. Les partitions ont été publiées dans un livret de 64 pages et reprennent la majorité des compositions (sauf "For Your Own Benefit", "Vanessa and the Changelings" et "The Kiss").
Trois compositions sont des variations basées sur des œuvres précédemment écrites par Philip Glass:
- I'm going to make a cake est basé sur le thème de Protest (Acte II, scène 3) tiré de l'opéra Satyagraha.
- Tearing Herself Away est basé sur Islands provenant de l'album Glassworks. Cette composition ne se trouve pas dans la bande son du film.
- Escape est basé sur Metamorphosis II, provenant de l'album Solo Piano.

En 2012, Lavinia Meijer l'adapte à la harpe pour son album Metamorphosis / The Hours.

## Fiche technique
- Compositeur : Philip Glass
- Piano : Michael Riesman
- Lyric Quartet :
  - Violons : Rolf Wilson et Edmund Coxon
  - Alto : Nicholas Barr
  - Violoncelle : David Daniels
  - Contrebasse : Chris Laurence
- Chef d'orchestre : Nick Ingman
- Producteurs : Kurt Munkacsi et Michael Riesman
- Producteur exécutif de Dunvagen Music : Jim Keller
- Producteur exécutif de l'album : Scott Rudin
- Label : Nonesuch 79693-2
- Année : 2002

## Pistes
| 1.    | The Poet Acts                  | 3:40 |
| 2.    | Morning Passages               | 5:30 |
| 3.    | Something She Has to Do        | 3:09 |
| 4.    | For Your Own Benefit           | 2:00 |
| 5.    | Vanessa and the Changelings    | 1:45 |
| 6.    | I'm Going to Make a Cake       | 4:01 |
| 7.    | An Unwelcome Friend            | 4:08 |
| 8.    | Dead Things                    | 4:21 |
| 9.    | The Kiss                       | 3:54 |
| 10.   | Why Does Someone Have to Die ? | 3:53 |
| 11.   | Tearing Herself Away           | 5:00 |
| 12.   | Escape !                       | 3:48 |
| 13.   | Choosing Life                  | 3:58 |
| 14.   | The Hours                      | 7:44 |
| 56:52 |                                |      |

## Nominations et récompenses
- Nominations :
  - Academy Awards : Oscar de la Meilleure Musique.
  - Broadcast Film Critics Association : Meilleur Compositeur.
  - Golden Globe : Meilleure Musique Originale.
  - Grammy Awards : Meilleur Album pour une Musique de Film, Télévision ou autre Media Visuel.
- Récompenses :
  - BAFTA : Prix Anthony Asquith de la Meilleure Musique.
  - Prestige Academy Awards : Meilleure Musique Originale.

## Liens
- (en) Site officiel de Philip Glass
- (en) The Hours sur le site de Philip Glass